# Synodontis ocellifer
Synodontis ocellifer és una espècie de peix de la família dels mochòkids i de l'ordre dels siluriformes. Poden assolir fins a 49 cm de llargària total. Es troba a Àfrica: des del Senegal fins al Txad.